# Rodolfo Sancho Aguirre
Rodolfo Sancho Aguirre (Madrid, 14 de gener de 1975) és un actor espanyol.

## Biografia
Fill del popular actor Sancho Gracia, la seva trajectòria comença a mitjana dècada de 1990 amb aparicions en televisió (Hermanos de leche, Carmen y familia) i petits papers cinematogràfics en Muertos de risa i La comunidad, d'Álex de la Iglesia, entre d'altres.
Paral·lelament aconsegueix la popularitat interpretant durant quatre anys el paper de Nico, un dels protagonistes de la sèrie Al salir de clase.
Posteriorment potencia la seva carrera televisiva, protagonitzant la sèrie mèdica MIR de Telecinco i les novel·les romàntiques de contingut històric Amar en tiempos revueltos i La Señora de Televisió Espanyola.
En 2010 torna a la 1 amb Isabel, sèrie biogràfica sobre Isabel I de Castella en la qual interpreta Ferran II d'Aragó durant les 3 temporades que dura la sèrie.
En 2015 s'estrena en La 1 El ministerio del tiempo, sèrie creada per Javier Olivares en la qual Rodolfo interpreta el paper de Julián Martínez, un infermer del SAMUR. Actualment dona vida a Héctor, protagonista de la sèrie Mar de plástico d'Antena 3.

## Vida personal
Té un fill juntament amb Silvia Bronchalo anomenat Daniel Sancho, nascut el 1994. Actualment la seva parella és la també actriu Xènia Tostado, amb qui va coincidir en la pel·lícula Cuba libre. El 7 de març de 2015 neix la seva filla en comú, Jimena.
El seu padrí va ser l'expresident del govern Adolfo Suárez, gran amic de la família i també padrí de noces dels seus pares.

## Filmografia

### Televisió
- Los desastres de la guerra (1983), de Mario Camus TVE1 (minisèrie)
- Colegio mayor (1995) TVE1
- Hermanos de leche (1995) Antena 3
- Curro Jiménez: El regreso de una leyenda (1995) Antena 3
- Carmen y familia (1996) La 2
- La vida en el aire (1997) TVE1
- Al salir de clase (1997–1999). Telecinco, com a Nicolás Medina Prieto "Nico"
- Paraíso (2000). TVE1
- Hospital Central (2002) Telecinco
- Policías, en el corazón de la calle (2002–2003) Antena 3, com a Jorge Vega
- Tres son multitud (2003). Telecinco
- Un paso adelante (2003) Antena 3
- Lobos (2005) Antena 3
- Amar en tiempos revueltos (2005–2006). TVE1, com a Antonio Ramírez Gran
- Hospital Central (2006) Telecinco, amb el seu personatge de MIR
- MIR (2007–2008) Telecinco
- La Señora (2008–2010) TVE1, com a Ángel
- Gavilanes (2010–2011) Antena 3
- Historias robadas (2012) Antena 3
- Isabel (2012–2014) TVE1, com a Ferran el Catòlic
- El ministerio del tiempo (2015–2016; 2020) TVE1, com a Julián Martínez
- Mar de plástico (2015–2016) Antena 3, com a Héctor Aguirre
- Los nuestros 2 (2018) Telecinco, com a Carlos Román
- Sequía (2022) La 1, com a Martín Ruiz
- Els hereus de la terra (Los herederos de la tierra) (2022) Netflix, com a Bernat Estanyol

### Cinema
- Cachito (1995), d'Enrique Urbizu
- Taxi (1996), de Carlos Saura
- Muertos de risa (1999), d'Álex de la Iglesia
- Casi veinte horas (1999), de Luis López Varona
- La comunidad (2000), d'Álex de la Iglesia
- Qué puta es mi hermana (2000) (curtmetratge)
- Mucha sangre (2002), de Pepe de les Heras
- Pacto de brujas(2003), de Javier Elorrieta
- Las llaves de la independencia(2005), de Carlos Gil
- Dentro del paraíso (2005) (TV), de Manuel Estudillo
- Cuba libre (2005), de Raimundo García
- Os mortos van á présa (2006), d'Ángel de la Cruz
- La bicicleta (2006), de Sigfrid Monleón
- Películas para no dormir: La habitación del niño (2006) (TV), d'Álex de la Iglesia
- La noche de los girasoles (2006), de Jorge Sánchez-Cabezudo
- La herencia Valdemar (2009), de José Luis Alemany
- No habrá paz para los malvados (2010), d'Enrique Urbizu
- Artigas: La Redota (2011), de César Charlone
- Las nornas (2011), de Fernando J. Múñez
- La corona partida (2016), de Jordi Frades
- El sueño del califa (2019), de Souheil Ben-Barka
- Voces (2020), d'Ángel Gómez Hernández
- El secreto de Ibosim (2020), de Miguel Ángel Tobías
- Y todos arderán (2021), de David Hebrero
- La piel del tambor (2022), de Sergio Dow
- Delfines de plata (2023), de Javier Elorrieta
- Un paseo por el Borne (2024)

## Teatre[calcitació]
- Caos
- Misterio en el circo de irás y no volverás
- El cerco de Numancia
- Cedra
- Fedra (1999)

## Guardons
| Any  | Premi               | Categoria          | Títol             | Resultat  | Ref.            |
| ---- | ------------------- | ------------------ | ----------------- | --------- | --------------- |
| 2010 | Premis Pétalo       | Millor actor de TV | La Señora         | Guanyador | [ 6 ]           |
| 2012 | Fotogramas de Plata | Millor actor de TV | Isabel            | Nominat   | [ cal citació ] |
| 2013 | Fotogramas de Plata | Millor actor de TV | Isabel            | Nominat   | [ cal citació ] |
| 2012 | Premis Cosmopolitan | Millor actor de TV | Historias robadas | Guanyador | [ 7 ]           |
| 2013 | Premis Iris         | Millor actor       | Isabel            | Guanyador | [ cal citació ] |
| 2014 | Fotogramas de Plata | Millor actor de TV | Isabel            | Guanyador | [ cal citació ] |
| 2014 | Premis Iris         | Millor actor       | Isabel            | Guanyador | [ cal citació ] |
| 2014 | Premis Zapping      | Millor actor       | Isabel            | Nominat   | [ cal citació ] |